# Carlotta Wamser
Carlotta Wamser (Herford, 1 november 2003) is een voetbalspeelster uit Duitsland. Ze speelt als aanvaller voor Eintracht Frankfurt in de Bundesliga.

## Clubcarrière
Carlotta Wamser werd geboren in Herford, maar groeide op in Bad Salzuflen en begon haar carrière bij TuS Grastrup. Na korte tijd te hebben gevoetbald bij TBV Lemgo, kwam Wamser bij SpVg Brakel. In Brakel speelde ze eerst in het mannen C jeugdteam en de tweede klasse van de Westfaalse competitie.
In 2019 won Wamser met haar team het Westfaalse Futsal kampioenschap. In het seizoen 2019-2020 speelde Wamser in de B junioren competitie en kreeg de Fritz Walter medaille in brons in 2020.
In de zomer van 2020 stapte Wamser over naar Bundesliga club SG Essen-Schönebeck waar ze een contract tekende tot juni 2023. Op 4 september 2020 maakte Wamser haar debuut in de Bundesliga in een 3-0 nederlaag uit bij VfL Wolfsburg. Wamser speelde in alle wedstrijden mee in het seizoen 2020-2021. Dat seizoen kwam Wamser tot vijf doelpunten en werd ze uitgeroepen tot speler van het seizoen. Uiteindelijk kwam Wamser tot 42 wedstrijden en zes doelpunten voor SG Essen-Schönebeck.
In het seizoen 2022-2023 maakte Wamser de overstap naar Eintracht Frankfurt waar ze een contract ondertekende dat haar tot 30 juni 2025 aan de club verbindt.
Om Wamser meer speelminuten te kunnen geven wordt ze in de tweede seizoenshelft van het seizoen 2023/24 verhuurd aan competitiegenoot 1. FC Köln.
Op 2 mei 2025 werd bekend dat het aflopende contract van Wamser niet werd verlengd en ze Eintracht Frankfurt na het seizoen 2024/25 achter zich liet. Twintig dagen later vond ze in competitiegenoot Bayer 04 Leverkusen haar nieuwe club.

## Statistieken
| Seizoen | Club                | Land      | Competitie | Wedstrijden | Doelpunten |
| ------- | ------------------- | --------- | ---------- | ----------- | ---------- |
| 2020/21 | SG Essen-Schönebeck | Duitsland | Bundesliga | 22          | 5          |
| 2021/22 | SG Essen-Schönebeck | Duitsland | Bundesliga | 20          | 1          |
| 2022/23 | Eintracht Frankfurt | Duitsland | Bundesliga | 19          | 2          |
| 2023/24 | Eintracht Frankfurt | Duitsland | Bundesliga | 9           | 1          |
| 2023/24 | 1. FC Köln          | Duitsland | Bundesliga | 11          | 1          |
| 2024/25 | Eintracht Frankfurt | Duitsland | Bundesliga | 20          | 4          |
| Totaal  | Totaal              | Totaal    | Totaal     | 103         | 16         |

Bijgewerkt t/m 23 mei 2025.

## Interlandcarrière
Wamser is jeugdinternational van Duitsland onder 17. Met dit team deed ze mee op het EK vrouwen onder 17. Ze wist Europees kampioen te worden door Nederland onder 17 na penalty's te verslaan. Wamser kwam vier keer tot scoren en werd opgenomen in het all-star team van het toernooi.
Op 20 mei 2025 werd Wamser door bondscoach Christian Wück voor het eerst geselecteerd voor het Duitse nationale team.